# Percile
Percìle è un comune italiano di 218 abitanti della città metropolitana di Roma Capitale nel Lazio.

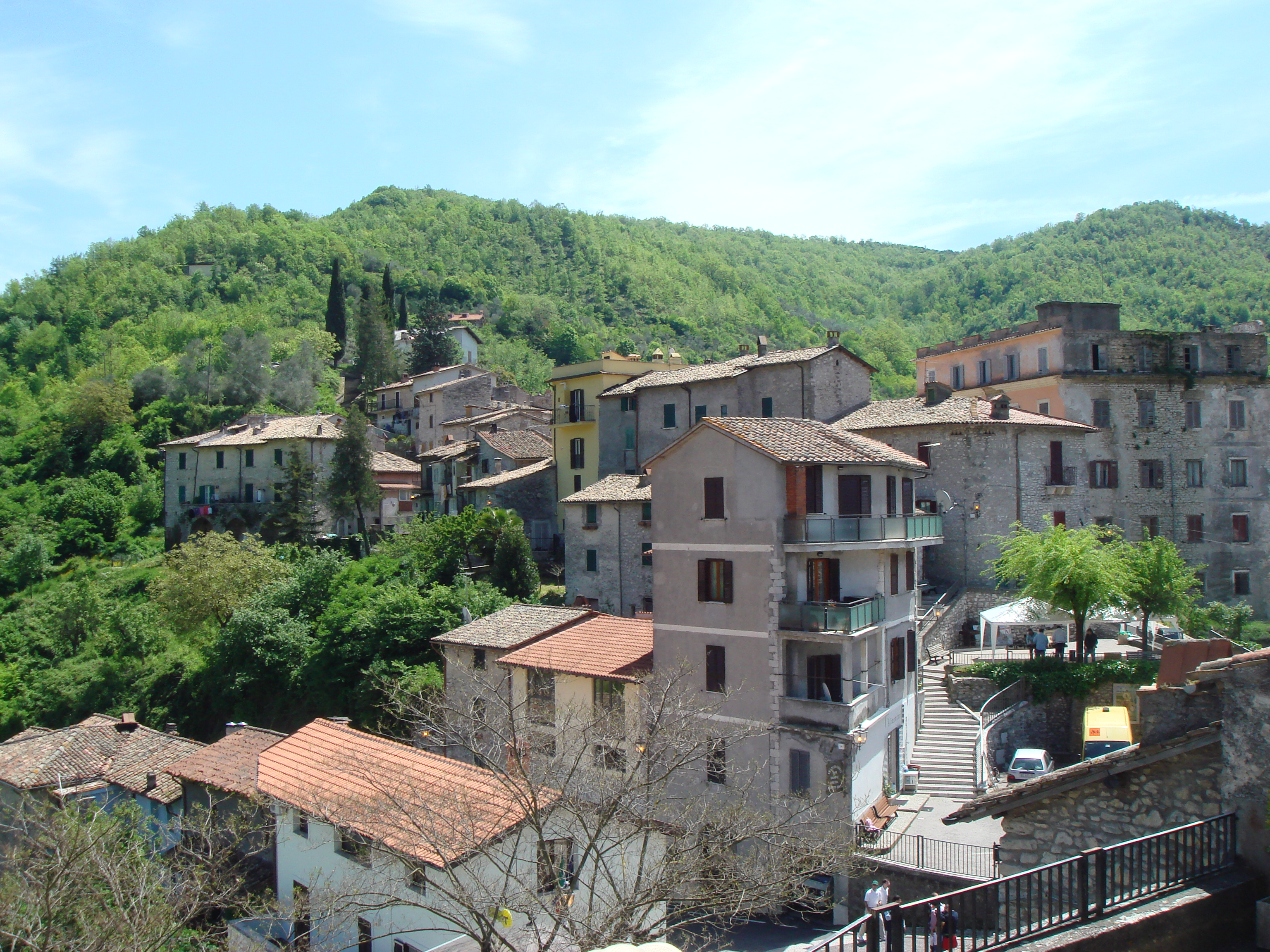
Panoramica di Percile

## Geografia fisica

### Territorio
Percile sorge a 575 metri di altezza sul livello del mare, sui monti Lucretili, all'interno del parco regionale naturale dei Monti Lucretili.
Il territorio è prevalentemente montuoso con un'altimetria che varia tra i 600 e 1.000 metri. Le cime più elevate del territorio comunale sono quelle del Colle Vettone, 782 metri, Colle Morrone, 816 metri, Colle Morello, 895 metri, Colle Serranile, 786 metri, Cimata di Percile, 1044 metri, le Serre, 1026 metri, Colle dei Cerri, 775 metri.
Nel suo territorio si trovano due piccoli laghi detti Lagustelli, ed alcuni torrenti di modesta lunghezza, come il Licenza (il principale, che confluisce nell'Aniene a Vicovaro), il Fosso della Prata, il Fosso Rosciella e il Fosso delle Foche.

### Clima
- Classificazione climatica: zona E, 2440 GR/G

## Storia
Secondo alcune fonti il nome di Percile deriva dal nome della gens romana Porcia.
Nella galleria delle Carte Geografiche sita nei musei Vaticani, realizzata tra il 1580 e il 1585, in una delle due carte del Lazio, il paese è indicato con il nome di Porcile.
Del periodo romano rimane come testimonianza una stele marmorea di una fanciulla di età di circa 7 anni, il quale monumento ricorda anche vari personaggi locali.
Dopo l'età classica romana che caratterizzava le case di Percile raggruppate in villae e pagi, gli abitanti cominciarono a costruire delle case intorno a delle chiesette ed a delle pievi.
Però le prime notizie certe sul paese sono datate tra il 314 ed il 335 nella biografia di San Silvestro I.
Nel X secolo, nei dintorni del paese furono costruiti dei castelli per favorire la difesa dei paesi dei dintorni.
Dal 1011 al 5 maggio 1275 si susseguirono varie vicissitudini feudali:
- Ottone, conte di Sabina, donò 1500 moggi di terreno coltivabile (1011) all'Abate di Farfa;
- Il nobilis vir Berardo, figlio di Crescenzio, donano il castello sempre all'Abbazia di Farfa.
- Nel 1262, con una bolla fu confermato il feudo dell'Abbazia.
- In seguito passò agli Orsini . Nel XVII secolo divenne feudo della famiglia Borghese.

Nel XIX secolo, dopo la battaglia di Mentana, dei garibaldini si rifugiarono a Percile, come attestano dei toponimi di vie.
La prima guerra mondiale fece 27 vittime di soldati di Percile, mentre nella seconda guerra mondiale il paese fu bombardato dai Tedeschi costringendo gli abitanti a ripararsi alla meglio in grotte e capanne site nei paraggi del paese.

## Monumenti e luoghi d'interesse

### Architetture civili
- Palazzo baronale

### Aree naturali
- Parco regionale naturale dei Monti Lucretili
- Lagustelli

## Società

### Evoluzione demografica
Abitanti censiti

## Cultura

### Istruzione

#### Musei
- Museo Preistorico Naturalistico del Parco dei Monti Lucretili.[6]

## Infrastrutture e trasporti

### Strade
- strada regionale 314 Licinese che collega Percile ad Orvinio e Licenza.

## Amministrazione
Dal 1816 al 1870 fece parte della Comarca di Roma, una suddivisione amministrativa dello Stato Pontificio.

### Altre informazioni amministrative
- Fa parte della Comunità montana dell'Aniene
- Possiede una sola frazione: Via Piana. In precedenza possedeva anche Civitella ora passata sotto Licenza

### Gemellaggi
- Alrance